# Hunt Fjord
Hunt Fjord är en fjord i Grönland (Kungariket Danmark). Den ligger i den norra delen av Grönland, 2 200 km norr om huvudstaden Nuuk.